# Centre de sociologie européenne
 (mai 2016).
Si vous disposez d'ouvrages ou d'articles de référence ou si vous connaissez des sites web de qualité traitant du thème abordé ici, merci de compléter l'article en donnant les références utiles à sa vérifiabilité et en les liant à la section « Notes et références ».
Pour les articles homonymes, voir CSE.
Le Centre de sociologie européenne (CSE), a été fondé en 1960 par Raymond Aron, avec Pierre Bourdieu comme assistant et secrétaire,. Il est remplacé en 2010 par le Centre européen de sociologie et de science politique (CESSP).

## Historique
Le Centre de Sociologie Européenne a été créé en 1960 par Raymond Aron au sein de la VIe Section de l'EPHE, grâce à une bourse de la Fondation Ford. Pierre Bourdieu en est le secrétaire général, jusqu'à 1969 et sa rupture avec Aron.  
Alors qu'Aron fonde le Centre Européen de Sociologie Historique, Bourdieu fonde en 1969 le Centre de sociologie de l’éducation et de la culture (CSEC). Après la disparition du CESH en 1984, à la suite du décès de Raymond Aron, le CSEC reprend le nom de CSE (UMR 8035). Sous sa direction, le centre vise alors à approfondir la recherche sur la reproduction sociale, les processus de différenciation, les luttes des groupes sociaux contre les différentes formes de déclassement et le fonctionnement spécifique des différents espaces sociaux. 
Ayant mené également des recherches sur les modes de socialisation, les identités sociales et l'école, le Centre s'inscrit dans une dimension résolument internationale, avec un recours systématique à la méthode comparative et le développement croissant des échanges internationaux.
Le centre fusionne en 2010 avec le Centre de Recherches Politiques de la Sorbonne (CRPS), pour créer le Centre européen de sociologie et de science politique de la Sorbonne (CESSP).